# معهد الطهي في أمريكا
معهد الطهي في أمريكا (بالإنجليزية: The Culinary Institute of America) هي مؤسسة تعليمية غير ربحية خاصة، تأسست في 22 مايو 1946، في الولايات المتحدة، وكان مؤسسها هو فرانسيس روث، وKatharine Cramer Angell ‏.